# Leptomysis
Leptomysis is een geslacht van aasgarnalen uit de familie van de Mysidae.

## Soorten
- Leptomysis buergii Bacescu, 1966
- Leptomysis capensis Illig, 1906
- Leptomysis gracilis (Sars G.O., 1864)
- Leptomysis heterophila Wittmann, 1986
- Leptomysis lingvura (Sars G.O., 1866) = Witrugaasgarnaal
- Leptomysis mediterranea G.O. Sars, 1877
- Leptomysis megalops Zimmer, 1915
- Leptomysis posidoniae Wittmann, 1986
- Leptomysis truncata (Heller, 1863)